# Sclerophrys chudeaui
Sclerophrys chudeaui es una especie de anfibios anuros de la familia Bufonidae.

## Distribución geográfica y hábitat
Es endémica del oeste de Malí. Ella es conocida solo en su localidad, el pantano de Bata, que fue ubicado erróneamente en Senegal por Chabanaud en 1919.

## Descripción
Sclerophrys chudeaui tiene una medida de 12 a 13 mm3.

## Etimología
Esta especie lleva el nombre en honor a René Chudeau (1864-1921).